# Гривня
Гривня (символ — ₴, код — UAH) — офіційна валюта України, введена 1996 року, яка поділяється на 100 копійок. Літерний код валюти — UAH, цифровий код — 980, скорочене позначення — «грн» (без крапки на кінці). Емісійний інститут гривні — Національний банк України (НБУ).
Сьогодні в обігу перебувають монети номіналом 10, 50 копійок, 1, 2, 5, 10 гривень і банкноти номіналом 1, 2, 5, 10, 20, 50, 100, 200, 500, 1000 гривень. З 1 липня 2018 року НБУ припинив випуск монет номіналами 1, 2, 5 і 25 копійок. З 1 жовтня 2019 року монети в 1, 2 та 5 копійок перестали бути законним платіжним засобом в Україні, з 1 жовтня 2020 року монети у 25 копійок також втратили статус платіжного засобу. Протягом 2018—2020 років були введені в обіг монети номіналами 1, 2, 5 і 10 гривень, які поступово замінять банкноти відповідних номіналів. 25 жовтня 2019 року в обіг була введена банкнота номіналом 1000 гривень. Після завершення впорядкування номінального ряду монет і банкнот гривні в обігу перебуватимуть монети номіналом 10, 50 копійок, 1, 2, 5, 10 гривень та банкноти номіналом 20, 50, 100, 200, 500 і 1000 гривень.
Історія української валюти сягає часів Київської Русі та походить від слова «гривна» — стародавньої нашийної прикраси, а також вагової, лічильної та монетної одиниці, що мала поширення на теренах сучасної України.

## Етимологія
У різні історичні періоди слово «гривня» означало мідну монету у дві з половиною копійки, згодом — у три, і, нарешті, назву «гривеник» дістала у народі срібна монета вартістю у десять копійок (зберігалася ця традиція і за радянських часів). Водночас із назвою «гривеник» у народі зберігалася й запозичена з польської мови назва «злотий», яка перейшла на срібну монету у п'ятнадцять копійок.
Етимологи виводять походження назви «гривня» від старослов'янського «гривна» — «намисто, браслет». У побуті Київської Русі існувала прикраса «шийна гривна» — золотий, прикрашений коштовним каменем обруч, що носився на шиї. «Гривнями» іноді називали також металеві амулети (медальйони), які також носилися на шиї (наприклад, так звані амулети-змійовики). Слово, мабуть, утворилося від праслов'янського кореня «грива» — «шия», що залишився в сучасній українській мові лише для визначення відповідної частини тіла деяких тварин. На думку етимологів, первісне значення слова «гривня» — «шийна прикраса» — доповнилося значеннями «грошова одиниця» та «міра ваги» внаслідок звичаю робити шийні прикраси з монет. Цей звичай мав поширення в Україні й зберігся фактично до наших днів.

## Історія

### Руські князівства

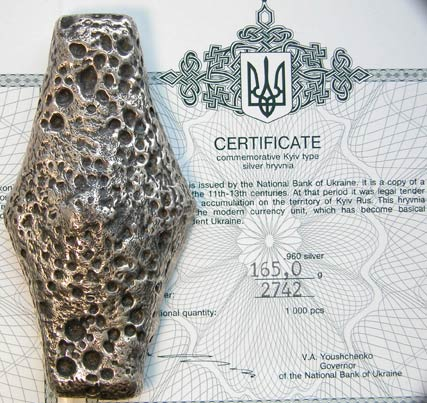
Срібна гривна Київської Русі (XI—XIII ст.). Ромбоподібна форма зливку сьогодні є логотипом Національного банку України.

У часи Київської Русі (протягом ІХ-Х століть) основною грошовою одиницею на теренах сучасної України був арабський диргем (срібна монета, що пізніше рівнялася київській ногаті), що поширився в Європі внаслідок тодішньої інтенсивної торгівлі з мусульманськими країнами. Першою спробою виготовлення системи власної валюти стало карбування під керівництвом князя Володимира Великого (963—1015) київських злотників і срібняків. Нині відомо багато зразків цих князівських монет. Златник Володимира мав вагу в 4,4 г, срібняк — довільна вага від 1,73 до 4,68 г. На особовій стороні (аверсі) цих монет звичайно карбувалося зображення самого князя, на зворотному (реверсі) — князівський родовий знак (тризуб). Крім Володимира Великого, князівську монету карбували також його син Ярослав Мудрий (1019—1054) і двоюрідний брат Ярослава Святослав Туровський, а також невідомий нині руський князь із хресним ім'ям Петро. Так, срібняк Ярослава, мав на аверсі зображення святого заступника князя — Юрія Переможця, а на реверсі — знов-таки, князівський знак тризуб.
«Гривна» спочатку була ваговою одиницею Київської Русі, її виникнення відносять до VIII—ІХ століть. З поширенням на території Русі арабських дирхамів певну їх кількість стали прирівнювати за вагою до вагової гривні. Поступово гривна набула значення не лише вагової, але й лічильної одиниці. В джерелах часів Київської Русі лічильну гривну називають «гривною кун» (див. також Куна). У ваговій гривні зважували також срібло в злитках, прикрасах чи уламках. Згодом злитки срібла стандартної форми і ваги стали монетами. Монетна гривна відома з середини XI століття. Першими виникли київські монетні гривні — ромбоподібні злитки вагою близько 164 г. Майже одночасно з'явилися новгородські гривні;— паличкоподібні злитки вагою близько 204,7 г. В обігу мали місце також чернігівські та польські гривні. Новгородські гривні проіснували до XV століття, обіг інших завершився в XIII столітті. Київські і новгородські гривні використовувалися на всій території Київської Русі, інші — переважно на північному заході Давньоруської держави.

### XIV—ХІХ століття
Гривна лишалась грошовою одиницею на Русі до XIV століття. Під час монголо-татарської навали (з другої половини XIII століття) срібні гривні стали ділити, рубаючи їх навпіл. Так з'явилися рублі (від слова рубати, тобто обрубок гривні), які стали основною грошовою одиницею на українських землях у складі Великого князівства Московського, Московського царства та Російської імперії аж до XX століття. На решті українських землях у складі інших держав, в ті часи в обігу були такі валюти як османські акче, польські талери, гроші і злоті, голландські левендальдери, німецькі марки, угорські та австро-угорські гульдени, флорини і крони та інші.

### УНР
З проголошенням у 1917 році Третім універсалом утворення Української Народної Республіки (УНР), Центральна Рада запровадила нову національну валюту. Первісно такою валютою було визначено український карбованець, яка, відповідно до запровадженого золотого стандарту, містила 17,424 долі (0,774 г) чистого золота (1 доля = 0,044435 г золота). Виготовлення державних грошових знаків та цінних паперів у той час здійснювала Експедиція заготовок державних паперів.
Ухвалою Центральної Ради від 19 грудня 1917 року було видрукувано перший грошовий знак УНР — купюру номіналом у 100 карбованців, дизайнером якої став український художник-графік Георгій Нарбут. Оформлюючи свою купюру, Нарбут застосував вишукані орнаменти в дусі українського бароко XVII—XVIII століть, декоративні шрифти, зображення тризуба (родового знаку князя Володимира Великого) та самостріла (герба Київського магістрату XVI—XVIII століть). Напис «100 карбованців» подавався на купюрі мовами чотирьох найчисленніших націй, що жили на території України, — українською, російською, польською та єврейською (їдишем).
Поява на 100 карбованцях тризуба вплинула на обрання його як державного герба України. Проєктуючи ескіз купюри, Нарбут звернув увагу на тризуб як знак, характерний для найдавніших національних грошей України — златників та срібників князя Володимира, і вмонтував його до композиції ескізу. Оригінальний знак одразу запам'ятався українським патріотам. Тризуб виступав як алегорія українського державотворення ще від часів Володимира Великого, що також мало глибоко патріотичний зміст. Після введення купюри в обіг майже одразу ж з'явилися випадки її фальшування. З огляду на те, а також на деякі політичні причини (так, УНР, яка за Третім універсалом визначалася як складова частина федеративної Росії, а за Четвертим універсалом від 22 січня 1918 року проголошувалася «самостійною, ні від кого не залежною державою») Центральна Рада 1 березня 1918 року прийняла закон про запровадження нової грошової одиниці — гривні, яка поділялася на 100 шагів і дорівнювала 1/2 карбованця. У Києві у вигляді марок-грошей були надруковані номінали в 10, 20, 30, 40 і 50 шагів.
Протягом 1918 року в Берліні було видрукувано банкноти номіналом у 2, 10, 100, 500, 1000 та 2000 гривень (проєкти двох останніх було виконано вже після проголошення гетьманату на чолі з Павлом Скоропадським). Ескіз першої купюри, оздобленої простим геометричним орнаментом, виконав Василь Кричевський, трьох наступних — Георгій Нарбут. Гривневі купюри Нарбута, так само відзначалися вишуканим оформленням. Так, в ескізі 10 гривень Нарбут використав орнаменти українських книжкових гравюр XVII століття, 100 гривень — зображення робітника з молотом та селянки з серпом на тлі розкішного вінка з квітів і плодів, а 500 гривень — свою улюблену алегорію «Молода Україна» у вигляді портрету молодої жінки у вінку (завдяки цій деталі купюра отримала гумористичну народну назву «горпинка»).

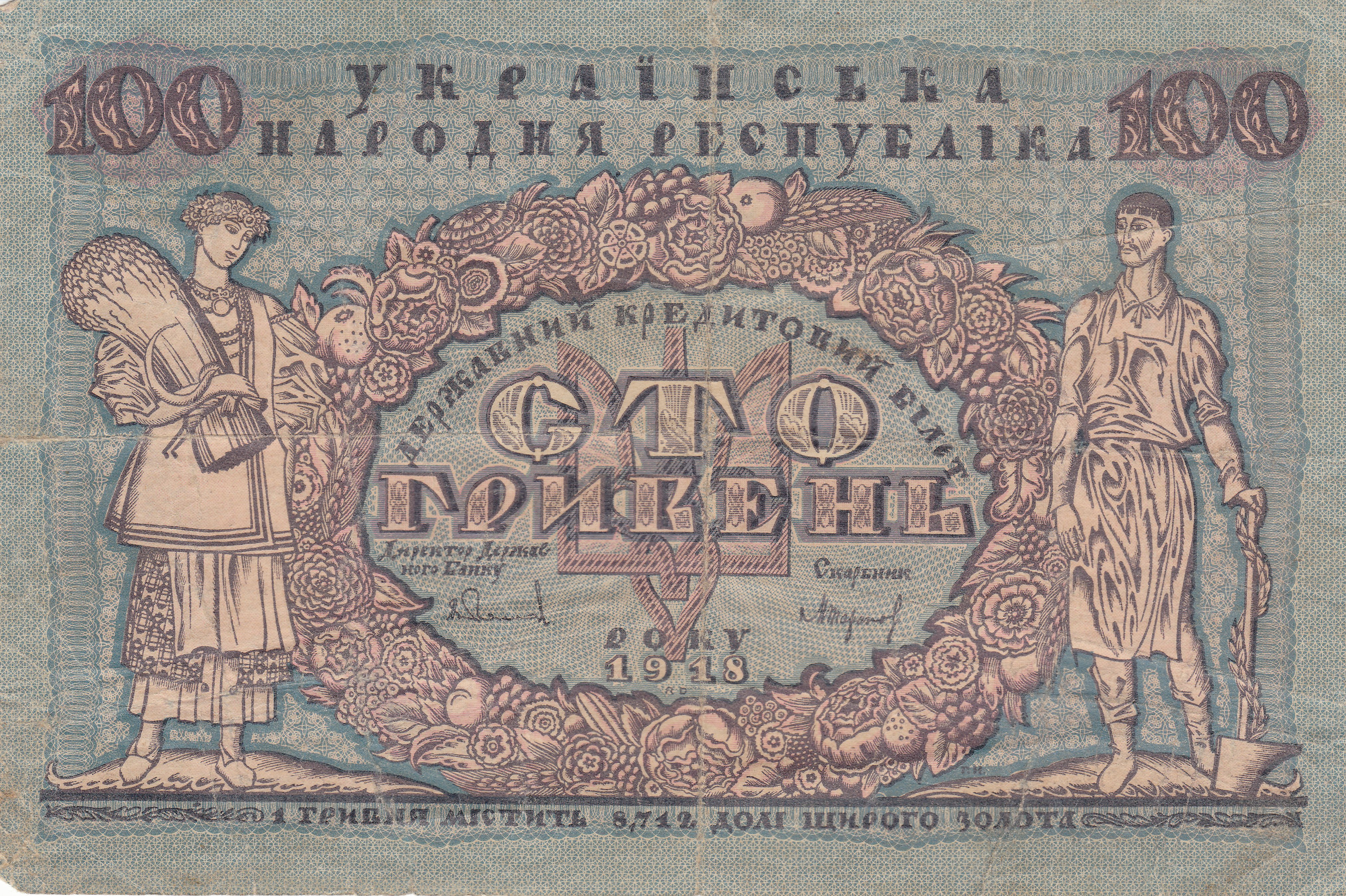
Банкнота номіналом 100 гривень 1918 року

Гетьман Скоропадський, що прийшов до влади у 1918 році та перетворив УНР на Українську Державу, відновив карбованець як основну грошову одиницю, що поділявся на 200 шагів. Було виготовлено ескізи купюр у 10, 25, 50, 100, 250 та 1000 карбованців. З цих купюр Георгієві Нарбутові, який очолив утворену при гетьмані «Експедицію з заготовлення державних паперів», належав ескіз лише 100 карбованців, де він використав портрет Богдана Хмельницького, індустріальні мотиви (композицію з ремісничих інструментів) та створений ним самим проєкт герба Української Держави зі сполученням символів «тризуб» і «козак із мушкетом». Ескізи інших купюр, що не визначалися високим художнім рівнем і виглядали досить еклектично, виготовили І. Золотов, Іван Мозалевський, А. Богомазов й інші графіки.
Після переходу влади в Україні у грудні 1918 року до рук Директорії на чолі з Володимиром Винниченком та Симоном Петлюрою основною грошовою одиницею відновленої УНР знову було проголошено гривню.

### Радянський період
З настанням радянського періоду в історії України, гроші у гривневому найменуванні зникають з обігу аж до середини 1990-х років. Перші радянські карбованці (так звані «більшовицькі тисячки»), запроваджені на початку 1920-х років Раднаркомом на землях Радянської України, мали мізерний курс (1 золотий царський рубль = 5 457 000 000 радянських карбованців). Щоб стабілізувати радянську валюту, у 1922—1924 роках відбулася грошова реформа, в ході якої була введена «нова тверда валюта» — червінець (1 червінець = 10 карбованцям й містив 1,6767 г золота), який перебував в паралельному обігу з карбованцем до 1947 року. Ця подія стала моментом остаточного утвердження радянської валюти на теренах сучасної України. Радянський карбованець перебував в обігу до розпаду СРСР в 1991 році.
У 1942—1944 роках на окупованих Третім Рейхом українських землях в обігу також перебував карбованець Райхскомісаріату Україна, який за валютний курсом був прив'язаний до райхсмарки у співвідношенні 10:1 (10 карбованців за 1 райхсмарку). До Другої світової війни на анексованих Радянським Союзом західноукраїнських землях перебували злоті Другої Речі Посполитої (Волинь, Східна Галичина), леї Румунське королівство (Північна Буковина, Буджак) та крони Чехословаччини (Закарпаття). Протягом 1939—1954 років підпільними структурами ОУН випускалися Бофони, грошові документи (квитанції) номіновані у злотих та карбованцях.

### Сучасна Україна

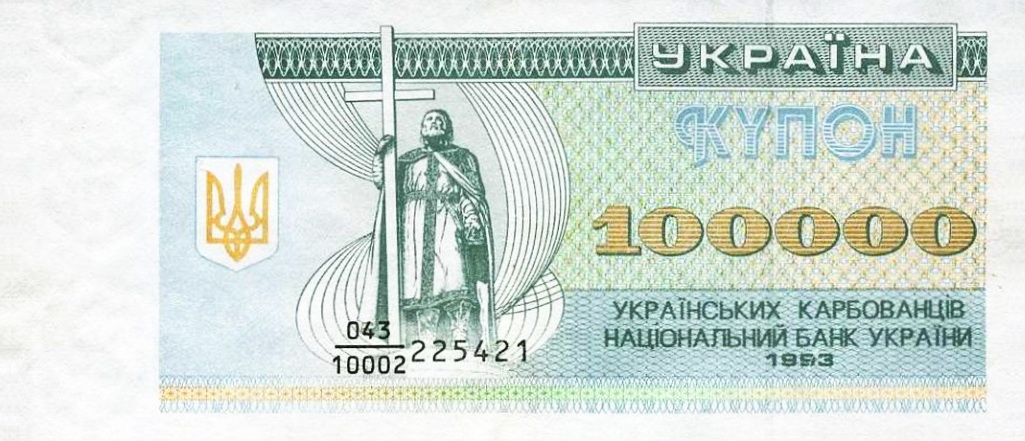
100 000 карбованців 1993 року

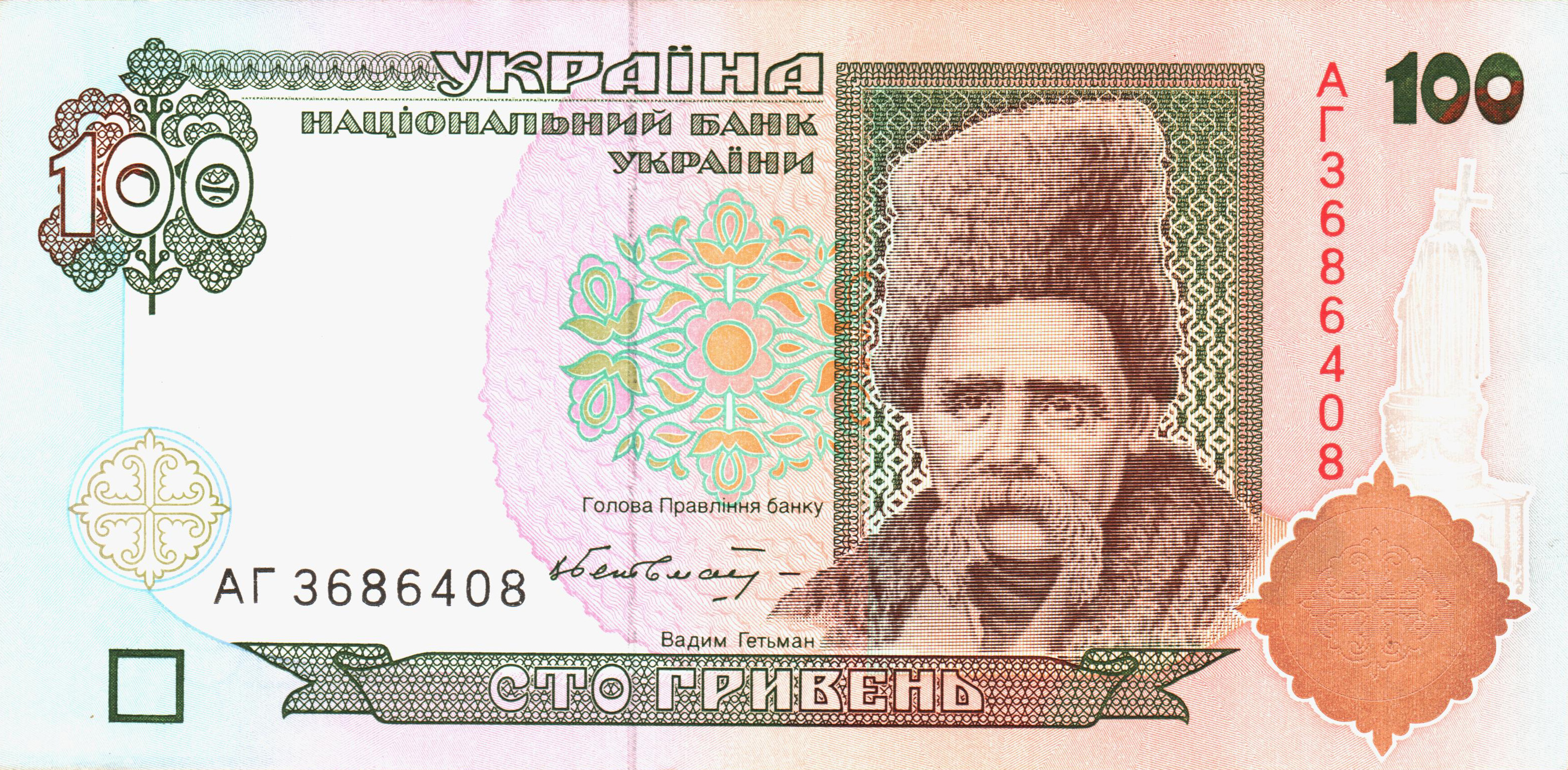
100 гривень 1996 року (друга серія)

Ухвалений 24 серпня 1991 року Акт проголошення незалежності України відкрив можливість для запровадження в новій державі власної національної валюти, установою-емітентом якої став Національний банк України (НБУ). Уперше про необхідність створення національної грошової системи заявив 7 травня 1989 року на Установчій конференції Народного Руху України у Львові Михайло Швайка, згодом академік і народний депутат. За його пропозицією, валюту назвали «гривнею», як продовження традицій Київської Русі та періоду Української революції 1917—1921 років. Для розмінної монети спочатку пропонувалися назви «шаг», «сотий», «різана», але врешті віддали перевагу уже звичній в народі (розмінній монеті радянського карбованця) «копійці». Перші зразки української валюти виготовили 1992 року в Канаді за ескізами Василя Лопати (портрети князів та малюнки пейзажів) та Бориса Максимова (дизайн купюр, орнаменти, шрифти). Однак з 1992 року в грошовий обіг ввели тимчасову валюту, розраховану на перехідний період, — український карбованець. Саме ця грошова одиниця протягом 1992—1994 років прийняла на себе «удар» гіперінфляції, зумовленої економічною кризою перехідного періоду. Так, наприклад, якщо 1992 року найбільшим номіналом в обігу були банкноти у 1000 карбованців, то 1993-го — вже 100 000 карбованців, 1994-го — 500 000 карбованців, а 1995-го — 1 мільйон карбованців.
1995 року та у першій половині 1996-го уряд провів посилення стабілізаційних процесів в економіці. Зокрема, відбулося значне зниження темпів інфляції, суттєве призупинення спаду виробництва, стабілізація курсу карбованця до іноземних валют, зростання доходів населення, — що створило належні умови для подальшого запровадження гривні, яка згідно з Конституцією України є офіційною грошовою одиницею країни.
25 серпня 1996 року в засобах масової інформації було оголошено Указ Президента України Леоніда Кучми «Про грошову реформу в Україні». Відповідно до Указу між 2—16 вересня 1996 року в Україні було проведено грошову реформу. У перший же день реформи за встановленим курсом було перераховано у гривні ціни, тарифи, оклади заробітної плати, стипендії, пенсії, кошти на рахунках підприємств, установ та організацій, а також вклади громадян. Карбованцеві вклади населення було перераховано у гривні за курсом 100 000 карбованців за одну гривню без будь-яких обмежень і конфіскацій.
Впродовж 15 днів — від 2 до 16 вересня 1996 року — в готівковому обігу одночасно вільно використовувалися як гривні, так і карбованці, які поступово вилучалися. Після 16 вересня 1996 року приймання карбованців в усі види платежів припинили, і єдиним законним засобом платежу на території України з цього моменту стала гривня. З початку реформи всі видачі готівки з кас банків (у тому числі для виплати заробітної плати, пенсій та інших доходів), безготівкові розрахунки здійснювались тільки у новій національній валюті.
Грошова реформа 1996 року стала надзвичайною подією для України, в результаті якої було створено один із невід'ємних атрибутів державності — національну валюту. Зарубіжні аналітики вітали здійснення грошової реформи в країні, розглядаючи введення української валюти як свідчення початку стабілізації української економіки.
Після запровадження гривні українська валюта продовжувала час від часу девальвувати, хоча і значно меншими темпами ніж у роки гіперінфляції початку 1990-х років. Спочатку хвилі девальвації припали на фінансові кризи 1998 і 2008 років, а потім на політичну і економічну нестабільність 2014—2015 років (Євромайдан, російська агресія, перехід на плаваючий курс). Лише за період 1996—2011 років гривню девальвували у 4,5 разів, середній рівень цін в Україні зріс у 6 разів, а сума готівки в обігу збільшилася майже в 60 разів, притому, що економіка за цей час зросла у 16 разів. Девальвація у 2014—2015 роках сягнула майже 67 %, а інфляція за 2 роки склала майже 80 %. Станом на липень 2019 року сума готівки в обігу порівняно з 1996 роком збільшилася в 127 разів. Після початку повномасштабної російської агресії між 2022—2023 роками гривня девальвувала на 25 %. За понад два десятиліття знаходження в обігу гривні, на додаток до випущених 1996 року банкнот номіналами 1, 2, 5, 10, 20, 50 та 100 гривень, 2001-го почали випускатися банкноти в 200 гривень, а 2006-го — 500 гривень. 2019 року, на тлі подальшого знецінення гривні у майже п'ять разів та підвищення середніх зарплат у 10 разів, порівняно з 2006 роком, в обіг ввели банкноту номіналом 1000 гривень. З 2018 року НБУ проводить заміну банкнот номіналами 1, 2, 5 та 10 гривень на монети, а також припинив карбування розмінних монет в 1, 2, 5 та 25 копійок.
З 2014 року в окупованому Росією Кримському півострові в обігу перебуває російський рубль, а на території самопроголошених Луганської Народної Республіки та Донецької Народної Республіки — одночасно російський рубль, гривня, долар США та євро.
Між 2018—2019 роках НБУ проводив закрите тестування цифрової валюти — е-гривні. Е-гривня – це електронна форма грошової одиниці України, емітентом якої є Нацбанк. Ключове призначення е-гривні, на думку регулятора, — ефективно виконувати всі функції грошей, доповнюючи готівкову та безготівкову форми гривні. До кінця 2024 року Нацбанк планує провести відкрите тестування е-гривні

## Монети
В грошовому обігу України знаходяться монети номіналом 10, 50 копійок та 1, 2, 5, 10 гривень; а також з 1996 року випускаються пам'ятні, ювілейні та інвестиційні монети. Перші українські монети були виготовлені на Луганському верстатобудівному заводі та на Монетному дворі Італії. На сьогодні усі типи монет карбуються на Банкнотно-монетному дворі Національного банку України.

### Розмінні монети
1992 року були викарбувані перші розмінні монети номіналами в 1, 2, 5, 10, 25 і 50 копійок, але в обіг вони надійшли тільки у 1996 році. Також у 1992 році було викарбувано кілька пробних монет 3 та 15 копійок, але згодом було вирішено відмовитися від їх карбування[джерело?]. З 2013 року, задля економічної рентабельності виготовлення, для карбування монет номіналами 10, 25 та 50 копійок використовується низьковуглецева сталь із гальванопокриттям латунню, замість алюмінієвої бронзи.
З 1 липня 2018 року НБУ припинив карбування монет номіналами 1, 2, 5 та 25 копійок. З 1 жовтня 2019 року монети номіналами 1, 2 та 5 копійок перестали бути засобом платежу. 1 жовтня 2020 року те саме відбулося з монетами номіналом 25 копійок. Строк обміну НБУ та уповноваженими банками України продовжено на період дії правового режиму воєнного стану в Україні та протягом 90 днів із дня його припинення чи скасування
2 вересня 2024 року НБУ ініціював зміну розмінної монети «копійка», яка має російське походження, на українську назву «шаг». Метою цього є відновлення історичної справедливості, дерусифікації та підкреслення національних традицій у грошовому обігу України. На 2025 рік передбачається в Україні викарбувати 20 млн монет номіналом 50 копійок, проте Голова НБУ ініцює, щоб вони називалися «шагами».
|  |  | 10 | 16,3 | 1,25 | 1,7 | 1992—2012: алюмінієва бронза; 2013: низьковуглецева сталь з гальванопокриттям латунню | Рифлений             | Герб України, рослинний орнамент, рік карбування | Номінал, рослинний орнамент | 1992 | 2 вересня 1996 |
|  |  | 50 | 23   | 1,55 | 4,2 | 1992—2012: алюмінієва бронза; 2013: низьковуглецева сталь з гальванопокриттям латунню | Секторальне рифлення | Герб України, рослинний орнамент, рік карбування | Номінал, рослинний орнамент | 1992 | 2 вересня 1996 |

### Гривневі монети регулярного карбування

#### Монети зразка 1992 і 2004 років
Хоча першу одногривневу монету викарбували 1992 року, в обіг її ввели лише 12 березня 1997 року. З 2004 року карбувалися монети в 1 гривню з Володимиром Великим. Масово 1 гривня зразка 1992 року карбувалася до 2003 року, а 1 гривня з Володимиром Великим — до 2014 року. 2018 року карбування бронзових одногривневих монет було скасовано, а з 1 жовтня 2020 року вони поступово вилучаються з обігу.
| Монети регулярного карбування зразка 1992 і 2004 років | Монети регулярного карбування зразка 1992 і 2004 років | Монети регулярного карбування зразка 1992 і 2004 років | Монети регулярного карбування зразка 1992 і 2004 років | Монети регулярного карбування зразка 1992 і 2004 років | Монети регулярного карбування зразка 1992 і 2004 років | Монети регулярного карбування зразка 1992 і 2004 років | Монети регулярного карбування зразка 1992 і 2004 років | Монети регулярного карбування зразка 1992 і 2004 років       | Монети регулярного карбування зразка 1992 і 2004 років | Монети регулярного карбування зразка 1992 і 2004 років | Монети регулярного карбування зразка 1992 і 2004 років | Монети регулярного карбування зразка 1992 і 2004 років |
| Зображення                                             | Зображення                                             | Номінал (гривень)                                      | Параметри                                              | Параметри                                              | Параметри                                              | Параметри                                              | Опис                                                   | Опис                                                         | Опис                                                   | Дата                                                   | Дата                                                   | Дата                                                   |
| Реверс                                                 | Аверс                                                  | Номінал (гривень)                                      | Діаметр (мм)                                           | Товщина (мм)                                           | Маса (г)                                               | Матеріал                                               | Гурт                                                   | Аверс                                                        | Реверс                                                 | Перше карбування                                       | Введення                                               | Початок вилучення                                      |
| ------------------------------------------------------ | ------------------------------------------------------ | ------------------------------------------------------ | ------------------------------------------------------ | ------------------------------------------------------ | ------------------------------------------------------ | ------------------------------------------------------ | ------------------------------------------------------ | ------------------------------------------------------------ | ------------------------------------------------------ | ------------------------------------------------------ | ------------------------------------------------------ | ------------------------------------------------------ |
|                                                        |                                                        | 1                                                      | 26                                                     | 1,85                                                   | 6,8                                                    | Алюмінієва бронза                                      | Напис: «ОДНА ГРИВНЯ»                                   | Герб України, рослинний орнамент, рік карбування             | Номінал, рослинний орнамент                            | 1992                                                   | 12 березня 1997                                        | 1 жовтня 2020                                          |
|                                                        |                                                        | 1                                                      | 26                                                     | 1,85                                                   | 6,8                                                    | Алюмінієва бронза                                      | Напис: «ОДНА ГРИВНЯ»                                   | Герб України, номінал, декоративний орнамент, рік карбування | Володимир Великий                                      | 2004                                                   | 25 жовтня 2004                                         | 1 жовтня 2020                                          |

#### Монети зразка 2018 року
14 березня 2018 року НБУ оголосив про введення в обіг монет з нових сплавів, які до цього не використовувалися номіналами 1, 2, 5 та 10 гривень. Першими в обігу 2018 року з'явилися номінали в 1 та 2 гривні; 2019 року — 5 гривень; а 2020 року — 10 гривень.
| Монети регулярного карбування зразка 2018 року | Монети регулярного карбування зразка 2018 року | Монети регулярного карбування зразка 2018 року | Монети регулярного карбування зразка 2018 року | Монети регулярного карбування зразка 2018 року | Монети регулярного карбування зразка 2018 року | Монети регулярного карбування зразка 2018 року | Монети регулярного карбування зразка 2018 року | Монети регулярного карбування зразка 2018 року | Монети регулярного карбування зразка 2018 року               | Монети регулярного карбування зразка 2018 року | Монети регулярного карбування зразка 2018 року | Монети регулярного карбування зразка 2018 року |
| Зображення                                     | Зображення                                     | Зображення                                     | Номінал (гривень)                              | Параметри                                      | Параметри                                      | Параметри                                      | Параметри                                      | Опис                                           | Опис                                                         | Опис                                           | Дата                                           | Дата                                           |
| Аверс                                          | Реверс                                         | Гурт                                           | Номінал (гривень)                              | Діаметр (мм)                                   | Товщина (мм)                                   | Маса (г)                                       | Матеріал                                       | Гурт                                           | Аверс                                                        | Реверс                                         | Перше карбування                               | Введення                                       |
| ---------------------------------------------- | ---------------------------------------------- | ---------------------------------------------- | ---------------------------------------------- | ---------------------------------------------- | ---------------------------------------------- | ---------------------------------------------- | ---------------------------------------------- | ---------------------------------------------- | ------------------------------------------------------------ | ---------------------------------------------- | ---------------------------------------------- | ---------------------------------------------- |
|                                                |                                                |                                                | 1                                              | 18,9                                           | 1,8                                            | 3,3                                            | Сталь з гальванічним покриттям                 | Рифлений                                       | Герб України, номінал, декоративний орнамент, рік карбування | Володимир Великий                              | 2018                                           | 27 квітня 2018                                 |
|                                                |                                                |                                                | 2                                              | 20,2                                           | 1,8                                            | 4,0                                            | Сталь з гальванічним покриттям                 | Рифлений                                       | Герб України, номінал, декоративний орнамент, рік карбування | Ярослав Мудрий                                 | 2018                                           | 27 квітня 2018                                 |
|                                                |                                                |                                                | 5                                              | 22,1                                           | 2                                              | 5,2                                            | Цинковий сплав з гальванічним покриттям        | Секторальне рифлення                           | Герб України, номінал, декоративний орнамент, рік карбування | Богдан Хмельницький                            | 2018                                           | 20 грудня 2019                                 |
|                                                |                                                |                                                | 10                                             | 23,5                                           | 2,3                                            | 6,4                                            | Цинковий сплав з гальванічним покриттям        | Рифлений                                       | Герб України, номінал, декоративний орнамент, рік карбування | Іван Мазепа                                    | 2018                                           | 3 червня 2020                                  |

### Ювілейні, пам'ятні та інвестиційні монети
НБУ карбуються пам'ятні та ювілейні монети, як з недорогоцінних металів (алюмінієва бронза, нейзільбер), так і з дорогоцінних металів (срібло, золото). Номінальний ряд представлений монетами в 1, 2, 5, 10, 20, 50, 100, 125, 200, 250 і 500 гривень. Також виготовляються інвестиційні монети — срібні номіналом 1 гривня та золоті номіналом 2, 5, 10, 20 гривень.

## Банкноти
В грошовому обігу України знаходяться банкноти номіналом в 1, 2, 5, 10, 20, 50, 100, 200, 500 і 1000 гривень. З 1992 року було виготовлено чотири покоління українських банкнот. Банкноти першого покоління друкувалися у Канаді та Великій Британії. Надалі єдиним виробником банкнот став Банкнотно-монетний двір НБУ, а постачальником паперу для них Фабрика банкнотного паперу НБУ в Малині Житомирської області.
З метою поліпшення організації готівкового обігу, НБУ провів вилучення з обігу банкнот гривні зразків до 2003 року всіх років випуску, тобто банкнот першого (1992 року) та другого покоління (1994—2001 років). З 1 жовтня 2020 року ці банкноти перестали бути засобом платежу.
Також НБУ проводиться поступова повна заміна банкнот третього покоління (2003—2006 років) банкнотами четвертого покоління (2014—2019 років). З 1 жовтня 2020 року Нацбанк розпочав вилучення з обігу банкнот номіналом 1 та 2 гривні, та з 1 січня 2023 року — номіналом 5, 10, 20 та 100 гривень третього покоління (зразків 2003–2007 років). Ці банкноти перебувають в обігу до прийняття окремого рішення Правлінням НБУ щодо їх повного вилучення.
З 1 серпня 2024 року розпочався процес поступового вилучення з обігу та заміна банкнот номіналами 500 гривень, а 1 листопада того року НБУ оголосив про поступову заміну банкнот номіналом 50 та 200 гривень старого зразка (випусків 2003—2007 років). Цей процес є завершальним етапом осучаснення банкнотного ряду національної валюти.

### Банкноти третього покоління
| Банкноти третього покоління (2003—2006 років) | Банкноти третього покоління (2003—2006 років) | Банкноти третього покоління (2003—2006 років) | Банкноти третього покоління (2003—2006 років) | Банкноти третього покоління (2003—2006 років) | Банкноти третього покоління (2003—2006 років) | Банкноти третього покоління (2003—2006 років)     | Банкноти третього покоління (2003—2006 років) | Банкноти третього покоління (2003—2006 років) | Банкноти третього покоління (2003—2006 років) |
| Зображення                                    | Зображення                                    | Номінал (гривень)                             | Розміри (мм)                                  | Основний колір                                | Опис                                          | Опис                                              | Дата                                          | Дата                                          | Дата                                          |
| Аверс                                         | Реверс                                        | Номінал (гривень)                             | Розміри (мм)                                  | Основний колір                                | Аверс                                         | Реверс                                            | Перший друк                                   | Введення                                      | Початок вилучення                             |
| --------------------------------------------- | --------------------------------------------- | --------------------------------------------- | --------------------------------------------- | --------------------------------------------- | --------------------------------------------- | ------------------------------------------------- | --------------------------------------------- | --------------------------------------------- | --------------------------------------------- |
|                                               |                                               | 1                                             | 118 × 63                                      | Сіро-зелений                                  | Володимир Великий                             | Місто Володимира (Київ)                           | 2004                                          | 1 грудня 2004                                 | 1 жовтня 2020                                 |
|                                               |                                               | 1                                             | 118 × 63                                      | Жовто-синій                                   | Володимир Великий                             | Місто Володимира (Київ)                           | 2006                                          | 22 травня 2006                                | 1 жовтня 2020                                 |
|                                               |                                               | 2                                             | 118 × 63                                      | Жовто-коричневий                              | Ярослав Мудрий                                | Софійський собор (Київ)                           | 2004                                          | 28 вересня 2004                               | 1 жовтня 2020                                 |
|                                               |                                               | 5                                             | 118 × 63                                      | Синій                                         | Богдан Хмельницький                           | Іллінська церква (с. Суботів)                     | 2004                                          | 14 червня 2004                                | 1 січня 2023                                  |
|                                               |                                               | 10                                            | 124 × 66                                      | Червоний                                      | Іван Мазепа                                   | Панорама Києво-Печерської Лаври                   | 2004                                          | 1 листопада 2004                              | 1 січня 2023                                  |
|                                               |                                               | 10                                            | 124 × 66                                      | Червоний                                      | Іван Мазепа                                   | Панорама Києво-Печерської Лаври                   | 2006                                          | 4 серпня 2006                                 | 1 січня 2023                                  |
|                                               |                                               | 20                                            | 130 × 69                                      | Зелений                                       | Іван Франко                                   | Львівський оперний театр                          | 2003                                          | 1 грудня 2003                                 | 1 січня 2023                                  |
|                                               |                                               | 50                                            | 136 × 72                                      | Фіолетовий                                    | Михайло Грушевський                           | Будинок Центральної Ради (Київ)                   | 2004                                          | 29 березня 2004                               | 1 листопада 2024                              |
|                                               |                                               | 100                                           | 142 × 75                                      | Жовто-зелений                                 | Тарас Шевченко                                | Дніпро та сліпий бандурист із хлопчиком-поводирем | 2005                                          | 20 лютого 2006                                | 1 січня 2023                                  |
|                                               |                                               | 200                                           | 148 × 75                                      | Рожевий                                       | Леся Українка                                 | Замок Любарта (Луцьк) та лелека що летить         | 2007                                          | 28 травня 2007                                | 1 листопада 2024                              |
|                                               |                                               | 500                                           | 154 × 75                                      | Персиковий                                    | Григорій Сковорода                            | Києво-Могилянська академія                        | 2006                                          | 15 вересня 2006                               | 1 серпня 2024                                 |

### Банкноти четвертого покоління
| Банкноти четвертого покоління (випуск 2014—2019 років) | Банкноти четвертого покоління (випуск 2014—2019 років) | Банкноти четвертого покоління (випуск 2014—2019 років) | Банкноти четвертого покоління (випуск 2014—2019 років) | Банкноти четвертого покоління (випуск 2014—2019 років) | Банкноти четвертого покоління (випуск 2014—2019 років)                            | Банкноти четвертого покоління (випуск 2014—2019 років)   | Банкноти четвертого покоління (випуск 2014—2019 років) | Банкноти четвертого покоління (випуск 2014—2019 років) |
| Зображення                                             | Зображення                                             | Номінал (гривень)                                      | Розміри (мм)                                           | Основний колір                                         | Опис                                                                              | Опис                                                     | Дата                                                   | Дата                                                   |
| Аверс                                                  | Реверс                                                 | Номінал (гривень)                                      | Розміри (мм)                                           | Основний колір                                         | Аверс                                                                             | Реверс                                                   | Перший друк                                            | Введення                                               |
| ------------------------------------------------------ | ------------------------------------------------------ | ------------------------------------------------------ | ------------------------------------------------------ | ------------------------------------------------------ | --------------------------------------------------------------------------------- | -------------------------------------------------------- | ------------------------------------------------------ | ------------------------------------------------------ |
|                                                        |                                                        | 20                                                     | 130 × 69                                               | Зелений                                                | Іван Франко Гірський пейзаж; факсиміле уривку вірша «Земле, моя всеплодющая мати» | Львівський оперний театр                                 | 2018                                                   | 25 вересня 2018                                        |
|                                                        |                                                        | 50                                                     | 136 × 72                                               | Фіолетовий                                             | Михайло Грушевський                                                               | Будинок Центральної Ради (Київ)                          | 2019                                                   | 20 грудня 2019                                         |
|                                                        |                                                        | 100                                                    | 142 × 75                                               | Жовто-оливковий                                        | Тарас Шевченко Види на Дніпро; уривок із твору                                    | Київський національний університет імені Тараса Шевченка | 2014                                                   | 9 березня 2015                                         |
|                                                        |                                                        | 200                                                    | 148 × 75                                               | Рожевий                                                | Леся Українка                                                                     | Замок Любарта (Луцьк) та лелеки що летять                | 2019                                                   | 25 лютого 2020                                         |
|                                                        |                                                        | 500                                                    | 154 × 75                                               | Бежевий                                                | Григорій Сковорода Малюнок фонтану «Нерівна всім рівність»                        | Києво-Могилянська академія                               | 2015                                                   | 11 квітня 2016                                         |
|                                                        |                                                        | 1000                                                   | 160 × 75                                               | Блакитний                                              | Володимир Вернадський                                                             | Будівля Президії Національної академії наук України      | 2019                                                   | 25 жовтня 2019                                         |

## Валютний курс

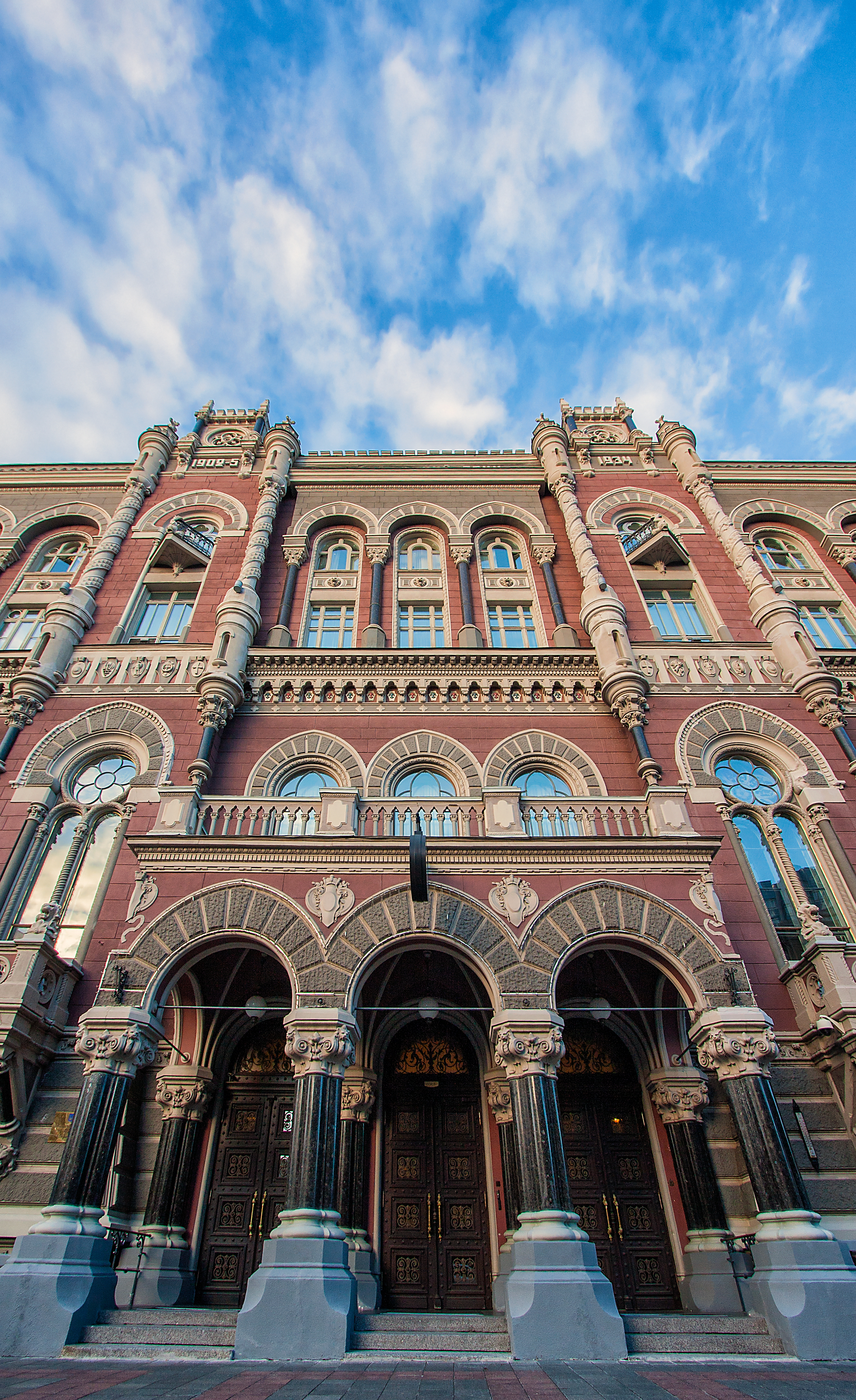
Національний банк України — центральний банк України. Відповідно до Конституції, є особливим, незалежним від Уряду, органом державного управління України, серед його головних функцій є формування грошово-кредитної політики країни, емісія та забезпечення стабільності національної валюти — гривні.

### Порядок визначення
Офіційний курс гривні до долара США розраховується щоденно на підставі котирування валюти на міжбанківському валютному ринку та з урахуванням інформації про діючий офіційний курс НБУ і проведені ним операції з купівлі-продажу іноземних валют 1-ї групи Класифікатора, а також відомостей про курсові та цінові зміни на світових фінансових та товарних ринках, інших показників, зміна яких може впливати на валютний ринок України. Крім того, НБУ щоденно встановлює офіційний обмінний курс гривні до вільно конвертованих валют, а також до валют країн, які є головними зовнішньоекономічними партнерами України.

### Історія курсу

#### Фіксований (1996—2015)
Для стабільного розвитку економіки після введення гривні було прийняте рішення про прив'язку її обмінного курсу до долара США. До фінансової кризи 1998 року гривня була досить сильною валютою, її курс був 1,8 грн/дол. У серпні 1998 року гривня знецінилася майже втричі. Курс біля 5 грн/дол був незмінним багато років. Як наслідок, для розвитку економіки і збільшення інвестицій в Україну склалися макроекономічні показники, котрі сприяли зміцненню української національної валюти. Незважаючи на баталії з курсом, його нестабільність, що можна було спостерігати час від часу за подій, які відбувалися під час виборів та інших політичних потрясінь, сумніватися в міцності гривні людям не доводилося. НБУ постійно доводилось нарощувати свою присутність на міжбанківському валютному ринку для скуповування іноземних валют.
Сумніватися в стабільності номінального валютного курсу українців змусило одноденне підвищення офіційного курсу гривні з 5,19 до 5,05 грн/дол, що сталося 20 квітня 2005 року, і наступні заяви керівництва НБУ про намір поступово дедалі більше усуватися від втручання в процес курсоутворення. Головними передумовами для цих кроків, які наробили чимало галасу, стали протиріччя, закладені в принципах національної монетарної політики.
За деякими оцінками, реальний курс гривні 2007 року не повинен був перевищувати 3 грн/дол. Як вважають деякі експерти, якби НБУ штучно не утримував прив'язку, за пів року курс у 4,8—4,5 грн/дол був би реальністю.
Внаслідок глобальної фінансової кризи 2008 року, українська гривня девальвувала з приблизно 5 до 8 грн/дол. Такий фіксований курс тривав аж до початку 2014 року.
НБУ неодноразово заявляв про наміри відійти від практики щоденного регулювання курсу гривні і зробити гривню вільноконвертованою валютою. Попередньо такі плани були на 2009 рік.
7 лютого 2014 року НБУ несподівано відпустив офіційний курс гривні, який до того півтора року, з 9 липня 2012 року, був закріплений на рівні 7,993 грн/дол. Новий офіційний курс 8,708 грн/дол став мінімальним за всю історію існування валюти. Голова НБУ Ігор Соркін заявив, що офіційний курс буде надалі цілком відповідати міжбанківському. У січні 2014 року НБУ витратив 1,7 млрд доларів на стабілізацію курсу гривні. Падіння міжбанківського курсу посилилося після загострення подій Євромайдану в січні 2014 року. Втеча Віктора Януковича та російська інтервенція в Криму спричинили здешевлення української грошової одиниці до майже 10 гривень за 1 долар за офіційним курсом.
Упродовж березня 2014 року курс упав до 11 грн/дол, залишаючись приблизно на рівні 11-12 грн/дол до липня, коли почалося чергове падіння після загострення ситуації на Донбасі. Максимум був 27 серпня — 13,89 грн/дол за офіційним курсом. До кінця жовтня НБУ втримував вартість гривні на рівні близько 12,95 грн/дол, що експерти пояснювали прагненням зберегти електоральну підтримку влади перед виборами до парламенту 26 жовтня. Після них, на початку листопада 2014 року, курс обвалився до показника 15-16 грн/дол і був на такому рівні до січня наступного року.

#### Плаваючий (2015—2022)
З 5 лютого 2015 року НБУ відмовився від проведення індикативних валютних аукціонів, перейшовши від фіксованого курсу, який існував із часу введення гривні, до плаваючого (ринкового) з проведенням валютних інтервенцій (кероване плавання). Відтоді курс гривні до долара, євро та інших валют визначається міжбанківським валютним ринком. До цього курс гривні до євро та інших недоларових валют визначався виходячи з курсу цих валют відносно долара. Це спричинило надшвидке здешевлення української валюти, яка за наступні три тижні подешевшала майже вдвічі — до 30,01 грн/дол та 34,04 грн/євро за курсом НБУ 26 лютого 2015 року (торги на міжбанку цього дня доходили до 33 грн/дол та 38 грн/євро). Це історичний мінімум гривні. У березні 2015 року курс вдалося стабілізувати на рівні 21-23 грн/дол (23-25 грн/євро). На кінець 2015 року він становив близько 24 грн/дол (26 грн/євро). 2016 року середньорічний курс становив 25,55 грн/дол (28,29 грн/євро), 2017 року — 26,59 грн/дол (30 грн/євро).
Після переходу на плаваючий курс, серед найважливіших факторів що впливають на вартість української валюти експерти називають такі: ціни на зовнішніх ринках на основні експорті товари України (метали, агропродукція), валютна політика НБУ, інвестиційний клімат та політична ситуація в країні. Також на вартість гривні певною мірою впливає вартість євро оскільки на країни ЄС припадає значна частина зовнішньої торгівлі України.
У січні 2018 року гривня оновила мінімум 2015 року відносно євро (за курсом НБУ). 25 січня цього року гривня опустилася до рівня 35,66 грн/євро. Це було викликано не лише ослабленням гривні, але й загальним зміцненням євро у світі, який оновив трирічний максимум відносно долара. Відносно долара гривня також ослабла хоч і меншою мірою, її курс цього дня досягнув 28,74 грн/дол. 2018 року середньорічний курс гривні становив 27,20 грн/дол та 32,14 грн/євро.
2019 року, середньорічний валютний курс гривні вперше після кризи 2014 року зміцнився, до 25,84 грн/дол та 28,95 грн/євро. Зміцнення курсу української валюти тривало практично протягом усього року, найбільше у другій половині. 31 липня 2019 року гривня зміцнилася до 25,02 грн/дол та 27,90 грн/євро за курсом НБУ — максимуму за три роки. 26 грудня 2019, до 23,25 грн/дол та 25,76 грн/євро — максимуму за чотири роки. За даними агенції Bloomberg, 2019 року гривня виявилася найміцнішою валютою у світі, її курс відносно американського долара виріс на 19 %. За словами експертів, причиною цього стало підвищення попиту з боку іноземних інвесторів на українські державні облігації через їх високу прибутковість внаслідок високої облікової ставки НБУ та відносно низької інфляції. Також позитивно вплинуло очікування рекордного урожаю зернових цього року, високі ціни на світових ринках на ключові для України експортні товари — зерно та залізну руду — та найнижчі за три роки ціни на природний газ, який, навпаки, є однією з найбільших статей українського імпорту. Крім того, позитивно на довіру інвесторів вплинуло демократичне проведення президентських та парламентських виборів цього року в Україні та заяви нової влади про продовження співпраці з Міжнародним валютним фондом і проведення реформ.
У березні 2020 року, на тлі пандемії коронавірусної хвороби і викликаної нею економічних шоків, гривня, як і багато інших валют у світі, ослаблювалася до 28,18 грн/дол (30 березня) та 30,96 грн/євро (31 березня) за курсом НБУ. 2020 року на курс гривні впливали такі чинники як карантинні заходи, ситуація на світових ринках, переговори з Міжнародним валютним фондом, відставка голови НБУ Яківа Смолія (із заявою про політичний тиск), обсяги продажу аграріїв і бажання нерезидентів вкладатися в облігації внутрішньої державної позики. Середньорічний курс у 2020 році склав 26,96 грн/дол та 30,79 грн/євро.
Протягом майже усього 2021 року гривня поступово зміцнювалася, від 28,40 грн/дол у січні до 26,05 грн/дол у листопаді. Однак у грудні девальвувала до 27,30 грн/дол. Це відбулось, зокрема, на тлі посилення геополітичної напруженості в російсько-українській війні. Середньорічний курс 2021 року склав 27,29 грн/дол та 32,31 грн/євро.

#### Фіксований (2022—2023)
24 лютого 2022 року, після початку повномасштабного російського вторгнення в Україну, НБУ зафіксував офіційний валютний курс гривні на рівні 29,25 грн/дол та 33,17 грн/євро. 23 березня НБУ відновив плаваючий курс гривні відносно євро, курс відносно долара США залишився фіксованим. Як тоді заявив голова НБУ, Кирила Шевченка, плаваючий курс гривні буде відновлено після завершення військових дій в Україні. На час дії воєного стану було введено ряд обмежень на обмін та обіг іноземної валюти в Україні. Як наслідок, на ринку склалися різні рівні обмінного курсу гривні які існували на міжбанку для експортерів та імпортерів, для розрахунків платіжними картками фізичними особами та для готівкового обміну. 21 липня 2022 року, НБУ змінив рівень фіксованого офіційного курсу гривні до 36,5686 грн/дол. Середньорічний курс 2022 року склав 32,34 грн/дол та 33,98 грн/євро, а 2023 року — 36,57 грн/дол та 39,56 грн/євро.

#### Плаваючий (2023— дотепер)
3 жовтня 2023 року, НБУ повернувся до плаваючого режиму курсу з проведенням валютних інтервенцій (кероване плавання). В НБУ заявили що залишатимуться головним гравцем на міжбанківському валютному ринку обмежуючи надмірні коливання курсу гривні. Протягом 6 місяців після цього, гривня знецінилася на 6 % відносно долара та 9 % відносно євро. Попри плаваючий курс, вартість гривні є далекою від економічної рівноваги. Протягом першого півріччя 2024 року НБУ витратив з золотовалютних резервів 14,2 млрд доларів на підтримку курсу гривні. Для порівняння, за весь довоєний 2021 рік, НБУ навпаки викупив на ринку 2,4 млрд доларів. Золотовалютні резерви під час війни поповнюються головним чином кредитами та допомогою країн-союзників України і інституцій як Міжнародний валютний фонд чи Світовий банк.
Станом на 16 липня 2025 року валютний курс гривні (за даними НБУ, ЄЦБ та МВФ) становить 42,06 грн/дол та 48,8 грн/євро.
На 18 грудня 2024 року Національний банк України встановив офіційний курс долара до гривні на рівні 41,83 грн/дол.
На 31 грудня 2024 року, за інформацією НБУ, курс долара до гривні в Україні оновив історичний максимум та склав 42,039 грн/дол. За 2024 рік курс зріс на 4 грн, тобто з 37,98 грн/дол (на 31 грудня 2023 року).
Жовтим кольором виділені максимум та мінімум відносно кожної валюти.
| Назва валюти (код)                                                           | 2023  | 2022 | 2021   | 2020   | 2019    | 2018    | 2017    | 2016    | 2015    | 2014    | 2013    | 2012    | 2011    | 2010    | 2009    | 2008   | 2007    | 2006   | 2005   | 2004   | 2003   | 2002   | 2001   | 2000   | 1999   | 1998   | 1997   | 1996   |
| Світові резервні валюти:                                                     |       |      |        |        |         |         |         |         |         |         |         |         |         |         |         |        |         |        |        |        |        |        |        |        |        |        |        |        |
| 100 британських фунтів (GBP)                                                 | 4547  | 3986 | 3755   | 3459   | 3299,78 | 3634,44 | 3424,87 | 3470,08 | 3340,42 | 1953,75 | 1250,64 | 1266,38 | 1277,71 | 1226,89 | 1219,48 | 966,88 | 1010,69 | 929,45 | 933,76 | 973,91 | 871,28 | 799,84 | 773,94 | 824,99 | 668,45 | 406,89 | 305,08 | 285,64 |
| 100 доларів США (USD)                                                        | 3657  | 3234 | 2729   | 2696   | 2584,56 | 2720,05 | 2659,66 | 2555,13 | 2184,47 | 1188,67 | 799,30  | 799,10  | 796,76  | 793,56  | 779,12  | 526,72 | 505,00  | 505,00 | 512,47 | 531,92 | 533,27 | 532,66 | 537,21 | 544,02 | 413,04 | 244,95 | 186,17 | 182,95 |
| 100 євро (EUR, до 1999 року - ЄКЮ)                                           | 3956  | 3398 | 3231   | 3079   | 2895,18 | 3214,29 | 3000,42 | 2829,19 | 2422,87 | 1571,59 | 1061,22 | 1027,06 | 1109,18 | 1053,29 | 1086,79 | 770,80 | 691,79  | 633,69 | 638,99 | 660,94 | 602,44 | 503,01 | 481,36 | 502,89 | 439,33 | 276,76 | 211,29 | 232,19 |
| 100 швейцарських франків (CHF)                                               | 4072  | 3386 | 2986   | 2876   | 2600,25 | 2783,05 | 2699,90 | 2595,46 | 2269,73 | 1295,01 | 862,33  | 852,08  | 901,41  | 762,61  | 719,50  | 486,09 | 421,16  | 402,78 | 412,75 | 428,18 | 396,14 | 342,88 | 318,71 | 322,46 | 274,53 | 171,01 | 128,45 | 148,25 |
| 1000 японських єн (JPY)                                                      | 261   | 246  | 249    | 253    | 237,03  | 246,34  | 237,13  | 235,39  | 180,46  | 111,93  | 82,14   | 100,19  | 100,04  | 90,52   | 83,45   | 51,40  | 42,92   | 43,40  | 46,68  | 49,21  | 46,13  | 42,59  | 44,27  | 50,52  | 36,61  | 19,03  | 15,41  | 16,84  |
| Інші валюти (країн-сусідів України та її найбільших торговельних партнерів): |       |      |        |        |         |         |         |         |         |         |         |         |         |         |         |        |         |        |        |        |        |        |        |        |        |        |        |        |
| 10 білоруських рублів (BYN) 1, 2                                             | …     | …    | 107,50 | 110,60 | 123,50  | 133,55  | 137,70  | 131,31  | 0,01    | 0,01    | 0,01    | 0,01    | 0,02    | 0,03    | 0,03    | 0,02   | 0,02    | 0,02   | 0,02   | 0,02   | 0,03   | 0,03   | 0,04   | 0,06   | 0,13   | 0,39   | 0,55   | 1,18   |
| 100 китайських юанів (CNY)                                                   | 517   | 479  | 423    | 391    | 374,63  | 411,61  | 393,56  | 384,95  | 347,60  | 192,81  | 129,98  | 126,66  | 123,27  | 117,23  | 114,06  | 75,85  | 66,40   | 63,33  | 62,53  | 64,11  | …      | …      | …      | …      | …      | …      | …      | …      |
| 100 молдовських леїв (MDL)                                                   | 202   | 171  | 154    | 156    | 147,14  | 161,87  | 144,16  | 128,28  | 116,02  | 84,28   | 63,57   | 66,03   | 67,91   | 64,21   | 70,26   | 50,75  | 41,67   | 38,47  | 40,68  | 43,17  | 38,27  | 39,27  | 41,80  | 43,77  | 39,43  | 45,94  | 40,26  | 39,84  |
| 100 польських злотих (PLN)                                                   | 871   | 727  | 708    | 693    | 673,74  | 755,02  | 704,90  | 649,03  | 579,55  | 375,53  | 252,92  | 245,52  | 270,21  | 263,85  | 252,09  | 219,19 | 183,06  | 162,77 | 158,76 | 146,22 | 137,09 | 130,60 | 131,24 | 125,53 | 104,42 | 70,13  | 57,18  | 68,02  |
| 10 російських рублів (RUB) 2                                                 | …     | …    | 3,70   | 3,74   | 3,99    | 4,36    | 4,56    | 3,83    | 3,62    | 3,11    | 2,51    | 2,57    | 2,72    | 2,61    | 2,47    | 2,11   | 1,98    | 1,86   | 1,81   | 1,85   | 1,74   | 1,70   | 1,84   | 1,94   | 1,67   | 2,87   | 3,22   | 3,58   |
| 100 румунських леїв (RON)                                                    | 804   | 694  | 655    | 637    | 609,60  | 690,92  | 657,15  | 630,20  | 544,31  | 355,12  | 245,12  | 232,94  | 262,41  | 250,65  | 264,78  | 206,32 | 204,28  | …      | …      | …      | …      | …      | …      | …      | …      | …      | …      | …      |
| 100 словацьких крон (SKK) 3                                                  | —     | —    | —      | —      | —       | —       | —       | —       | —       | —       | —       | —       | —       | —       | —       | 24,68  | 20,49   | 17,04  | 16,55  | 16,51  | 14,53  | 11,79  | 11,11  | 11,86  | 10,01  | 6,93   | 5,54   | 5,97   |
| 100/10000 турецьких лір (TRY) 4                                              | 159   | 198  | 318    | 386    | 456,34  | 579,83  | 729,52  | 848,88  | 804,74  | 543,03  | 420,98  | 443,69  | 477,13  | 526,90  | 502,51  | 404,35 | 387,74  | 352,97 | 380,29 | 0,04   | 0,04   | 0,04   | 0,05   | 0,09   | 0,10   | 0,09   | 0,13   | 0,23   |
| 1000 угорських форинтів (HUF)                                                | 103,7 | 87,3 | 90,2   | 87,6   | 89,14   | 100,94  | 97,01   | 90,86   | 78,25   | 50,90   | 35,74   | 35,53   | 39,89   | 38,31   | 38,92   | 30,64  | 27,53   | 24,02  | 25,78  | 26,26  | 23,78  | 20,72  | 18,75  | 19,43  | 17,43  | 11,42  | 10,06  | 12,29  |
| 100 чеських крон (CZK)                                                       | 165   | 139  | 126    | 116    | 112,77  | 125,39  | 114,06  | 104,65  | 88,83   | 57,06   | 40,87   | 40,85   | 45,14   | 41,65   | 41,21   | 30,84  | 24,95   | 22,37  | 21,44  | 20,72  | 18,92  | 16,34  | 14,13  | 14,16  | 11,99  | 7,71   | 5,92   | 6,73   |

Примітки:

1 2016 року в Білорусі була проведена деномінація національної валюти у співвідношенні 10 тис. до одного.

2 Рішенням НБУ, з 24 лютого 2022 року в Україні забороненні будь-які валютні операції з використанням російських та білоруських рублів

3 З 2009 року Словаччина перейшла на Євро.

4 100 лір із 2005 року, 10 тис. лір до 2004 року (2005 року в Туреччині була проведена деномінація національної валюти у співвідношенні мільйон до одного).

## Конвертованість
Українська гривня є слабо конвертованою валютою. На відміну від долара США та євро, які можна придбати та продати у будь-якій частині світу, обміняти гривню, та ще й за курсом, близьким до офіційного — дуже важко. Навіть у сусідніх з Україною країнах обміняти гривні непросто. Так, наприклад, у Польщі гривні приймають лише деякі валютні обмінники, розташовані переважно у великих містах або в прикордонній зоні. Якщо станом на початок 2022 року офіційний курс польського злотого, встановлений НБУ, дорівнював 7,29 грн, то в польських валютних обмінних пунктах гривні приймали за вдвічі вищим курсом — 13-14 грн.

## Символ

Символ гривні

1 березня 2004 року НБУ затвердив графічний знак для позначення української валюти. Графічний символ гривні складається зі двох елементів. Перший та основний елемент ґрунтується на рукописному варіанті кириличної літери «г» — вона позначає першу букву в слові «гривня». Другий елемент — дві горизонтальні паралельні лінії, які втілюють ідею стабільності грошової одиниці, високий потенціал і зростання національної економіки України.
Схожа ідея традиційно використовується в багатьох валютах. На думку НБУ, обраний банком символ національної грошової одиниці є простим за зовнішніми ознаками і змістовним за своїм внутрішнім статусом. Він віддалено нагадує перевернений символ долара, перекреслений двома паралельними лініями, як у євро. Паралельно з символом використовуються також три вже звичні позначення: «гривня», «грн», а також літерний код UAH. Символ гривні може розташовуватися як перед номіналом, так і після нього. Для позначення копійок використовується скорочення «коп.».

## Грошовий обіг
Станом на 1 квітня 2024 року в готівковому обігу України знаходилося 780,3 млрд грн, що на 16 млрд грн, або на 2,1 %, більше, ніж на початок року. В обігу перебувало 2,7 млрд банкнот на загальну суму 773,2 млрд грн та 14,6 млрд монет (без пам'ятних та інвестиційних) на суму 7 млрд грн. На одного жителя України припадало 66 банкнот та 179 монет (на 1 січня 2024 року — 66 та 177 відповідно). Найбільше в обігу банкнот номіналом 500 грн (28,3 %) та монет номіналом 10 копійок (28,1 %). Найменше банкнот номіналом 50 грн (4,6 %) та монет номіналом 10 грн (1,5 %). За I квартал 2024 року кількість банкнот номіналом 1 000 грн та монет номіналом 10 грн в обігу зросла майже в 1,1 раза (кожен) порівняно з початком року.
| Номінал                        | 1 гривня | 2 гривні | 5 гривень | 10 гривень | 20 гривень | 50 гривень | 100 гривень | 200 гривень | 500 гривень | 1000 гривень | Загалом (млн шт.) |
| ------------------------------ | -------- | -------- | --------- | ---------- | ---------- | ---------- | ----------- | ----------- | ----------- | ------------ | ----------------- |
| Кількість (млн шт.)            | 360,4    | 143,0    | 122,6     | 77,9       | 180,6      | 119,9      | 155,8       | 464,3       | 756,3       | 295,3        | 2700,0            |
| Питома вага в банкн. обігу (%) | 13,5     | 5,3      | 4,6       | 2,9        | 6,7        | 4,5        | 5,8         | 17,4        | 28,3        | 11,0         | 2700,0            |

| Номінал                      | 1 копійка        | 2 копійки        | 5 копійок        | 25 копійок       | 10 копійок | 50 копійок | 1 гривня (бронза) | 1 гривня (сталь) | 2 гривні | 5 гривень | 10 гривень | Загалом (млн шт.) |
| ---------------------------- | ---------------- | ---------------- | ---------------- | ---------------- | ---------- | ---------- | ----------------- | ---------------- | -------- | --------- | ---------- | ----------------- |
| Номінал                      | Вилучені з обігу | Вилучені з обігу | Вилучені з обігу | Вилучені з обігу | В обігу    | В обігу    | В обігу           | В обігу          | В обігу  | В обігу   | В обігу    | Загалом (млн шт.) |
| Кількість (млн шт.)          | 2429,0           | 1391,8           | 1829,5           | 1553,8           | 4121,8     | 1345,3     | 419,9             | 567,4            | 514,9    | 263,4     | 232,4      | 14700,0           |
| Питома вага в мон. обігу (%) | 16,5             | 9,5              | 12,5             | 10,6             | 28,1       | 9,2        | 2,8               | 3,9              | 3,5      | 1,8       | 1,6        | 14700,0           |

## Купівельна спроможність

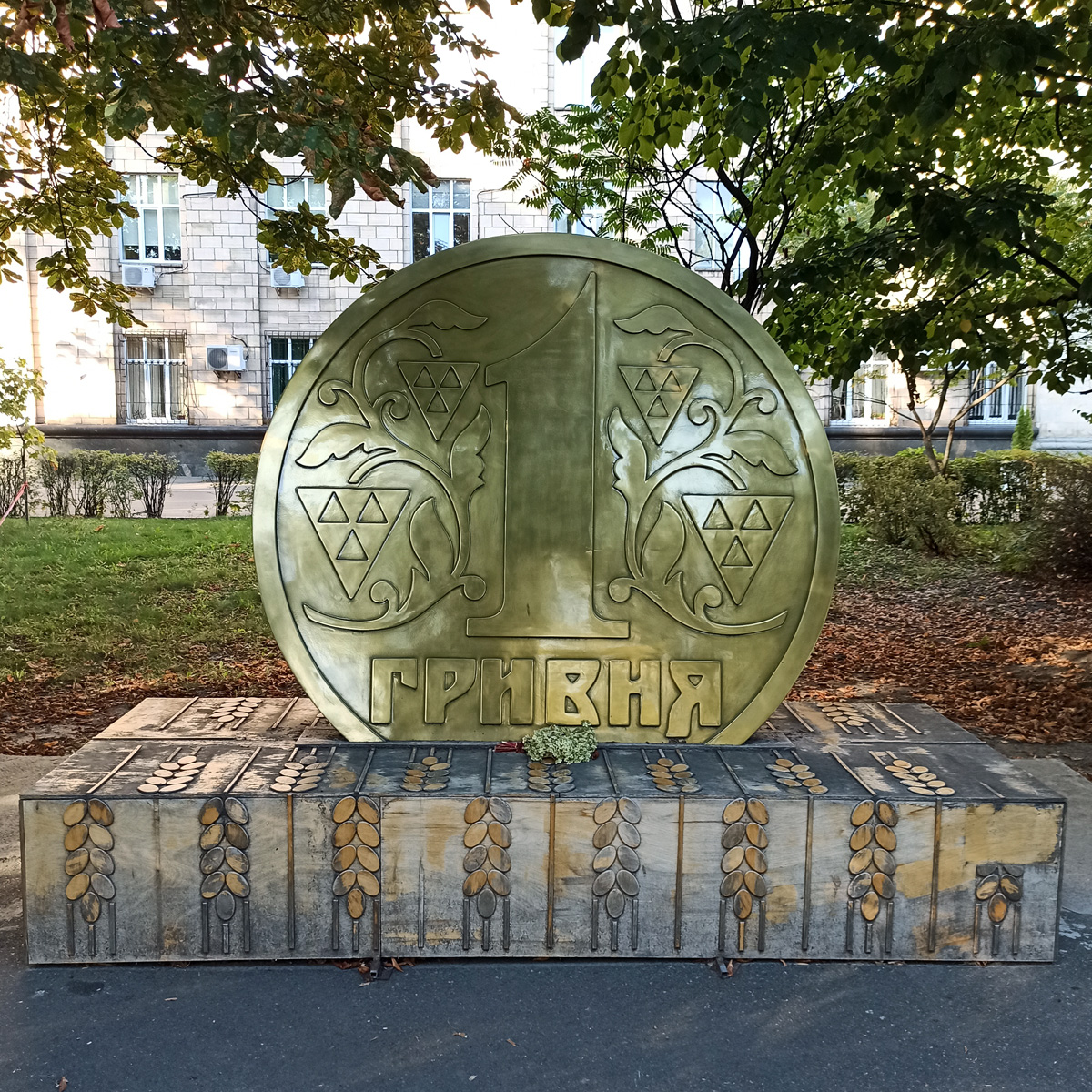
Пам'ятник гривні у Києві, біля КНЕУ

За словами директора департаменту грошового обігу НБУ, Віктора Зайвенка, купівельна спроможність гривні між 1996—2018 роками знизилася в 14 разів, за його словами:
З часу проведення грошової реформи банкнотний ряд в Україні поповнився банкнотами нових номіналів. Чинний номінальний ряд банкнот і монет є надмірним і не повністю відповідає змінам, які відбулися в країні за цей час. Збільшення кількості номіналів збільшує витрати на їхній обіг. Порівняно з 1996 роком купівельна спроможність 1 гривні зараз становить близько 7 копійок [...]
Найбільші спади купівельної спроможності гривні припали на кризи і періоди сплесків девальвації та інфляції. Саме у 1996, 1998—2000, 2004, 2008 та 2014 роках гривня втратила більшу частину своєї первісної купівельної спроможності. З другої половини 2010-х років НБУ проводив політику на основі режиму інфляційного таргетування. Як засвідчує світовий досвід, саме цей режим дозволяє центральним банкам найбільш ефективно виконувати функцію забезпечення цінової стабільності та зберігати купівельну спроможність грошової одиниці.

## Інше
- 2018 року в Україні відбулося відзначення пам'ятної дати — 100 років із дня ухвалення закону УНР про гривню, її грошову одиницю з 1 березня 1918 року[101].
- 2019 року біля Київського національного економічного університету встановлено пам'ятник гривні[102].

## Виноски
1. ↑  Індекс інфляції в Україні. minfin.com.ua.
2. ↑  ДСТУ 3582:13. Державний стандарт України. Інформація та документація. Скорочення слів в українській мові у бібліографічному описі. Загальні вимоги та правила. Затверджений і введений у дію наказом Держстандарту України від 01 січня 2014 року р. № 1010
3. ↑  З 01 липня 2018 року застосовуватиметься заокруглення загальних сум розрахунків готівкою. Національний банк України (укр.). Процитовано 15 липня 2022.
4. ↑  З 1 жовтня 2019 року українці не зможуть використовувати монети 1, 2 та 5 копійок для здійснення готівкових розрахунків. Національний банк України (укр.). Процитовано 15 липня 2022.
5. ↑  З 01 жовтня 2020 року Національний банк вилучає з обігу монети 25 копійок та банкноти гривні старих зразків до 2003 року. Національний банк України (укр.). Процитовано 15 липня 2022.
6. ↑  Національний банк упорядковує номінальний ряд банкнот і монет гривні. bank.gov.ua. Архів оригіналу за 26 червня 2019. Процитовано 26 червня 2019.
7. ↑  Історія української гривні: від часів України-Русі до сьогодення. Архів оригіналу за 1 вересня 2021. Процитовано 1 вересня 2021.
8. ↑  История гривны | Теория. web.archive.org. 6 квітня 2009. Архів оригіналу за 6 квітня 2009. Процитовано 12 вересня 2021.
9. ↑  Котляр М. Ф. Гривна давньоруська [Архівовано 23 лютого 2019 у Wayback Machine.] // Енциклопедія історії України : у 10 т. / редкол.: В. А. Смолій (голова) та ін. ; Інститут історії України НАН України. — К. : Наукова думка, 2004. — Т. 2 : Г — Д. — С. 195. — ISBN 966-00-0405-2.
10. ↑  Л. В. Адонина, О. С. Фисенко. Когнитивная лингвистика. Архів оригіналу за 13 квітня 2014. Процитовано 19 грудня 2012.
11. ↑  Этимологический словарь русского языка. — М.: Прогресс. М. Р. Фасмер. 1964—1973. Архів оригіналу за 10 червня 2021. Процитовано 14 грудня 2021.
12. ↑  100 карбованців УНР. Архів оригіналу за 24 лютого 2014. Процитовано 18 серпня 2011.
13. ↑  Дейнеко, Сергій (30 жовтня 2020). Гроші Української революції. Марки-шаги великих художників. Харківський історичний музей (укр.). Процитовано 22 вересня 2021.{{cite web}}:  Обслуговування CS1: Сторінки з параметром url-status, але без параметра archive-url (посилання)
14. 1 2 3 4 5 6 7 8 9  «Грошові знаки та монети України» shron1.chtyvo.org.ua Процитовано 25 жовтня 2023
15. ↑  «ПРОВЕДЕННЯ ГРОШОВОЇ РЕФОРМИ 1922-1924 рр. в Україні» vseosvita.ua/library Процитовано 4 вересня 2024
16. 1 2  «КАРБОВАНЕЦЬ» resource.history.org.ua Процитовано 4 вересня 2024
17. ↑  «Історія створення та фінансово-господарська роль грошових документів ОУН і УПА — бофонів» ukr.radio Процитовано 4 вересня 2024
18. ↑  Українська гривня, 2004, с. 15.
19. ↑  Три дні вересня вісімдесят дев'ятого: Матеріали Установчого з'їзду Народного руху України за перебудову. — К., 2009. — С. 30.
20. ↑  Мельник Ігор. 20 років тому відродили гривню. Збруч. 2 вересня 2016. Архів оригіналу за 4 вересня 2016.
21. ↑  Указ Президента України «Про грошову реформу в Україні» № 762/96 від 25 серпня 1996 року
22. ↑  Взлеты и падения гривни glavcom.ua Процитовано 11 травня 2024
23. ↑  Як російські вторгнення у 2014 і 2022 роках вплинули на економіку України — порівняння The Page thepage.ua Процитовано 11 травня 2024
24. ↑  Обсяг готівкових гривень за 23 роки зріс майже в 130 разів ua.korrespondent.net Процитовано 28 серпня 2024
25. ↑  Девальвація гривні під час війни — оцінка НБУ курсових втрат finance.novyny.live Процитовано 11 травня 2024
26. ↑  «Гривня входить в епоху трьох нулів» dw.com Процитовано 28 серпня 2024
27. ↑  Відсьогодні Крим перейшов на рубль. BBC News Україна (укр.). 1 червня 2014. Архів оригіналу за 29 листопада 2020. Процитовано 28 жовтня 2020.
28. ↑  В ОБСЄ підтвердили введення російської валюти в ОРДЛО. Зеркало недели | Дзеркало тижня | Mirror Weekly. Архів оригіналу за 1 листопада 2020. Процитовано 28 жовтня 2020.
29. ↑  НБУ завершив пілотний проєкт запуску електронної гривні. biz.nv.ua. 23 лютого 2019. Архів оригіналу за 25 липня 2019. Процитовано 25 липня 2019.
30. ↑  НБУ проведе відкрите тестування е-гривні до кінця 2024 року epravda.com.ua Процитовано 23 квітня 2024
31. ↑  Гривні-іммігрантки. Архів оригіналу за 22 серпня 2011. Процитовано 28 липня 2009. Дзеркало тижня
32. ↑  Как появилась гривна. Архів оригіналу за 8 жовтня 2008. Процитовано 28 липня 2009. Podrobnosti.ua(рос.)
33. ↑  Обміняти монети дрібних номіналів та банкноти гривні старого дизайну можна до кінця дії воєнного стану та довше // Сайт НБУ, 29 вересня 2023 р.
34. ↑  Шаг — замість копійки: Нацбанк пропонує змінити назву розмінної монети. Укрінформ. 2 вересня 2024.
35. 1 2  Розмінні й обігові монети. Національний банк України. Архів оригіналу за 13 лютого 2021.
36. ↑  https://uk.ucoin.net/catalog/?country=ukraine Монети України uk.ucoin.net Процитовано 19 листопада 2023
37. ↑  Монету і деякі банкноти вилучать з обігу з 1 жовтня jurliga.ligazakon.net Процитовано 11 листопада 2023
38. ↑  Правління Національного банку України. Постанова N 476 «Про введення в обіг монет номіналом 1 гривня зразка 2004 року». 07.10.2004. Архів оригіналу за 14.12.2021. Процитовано 30.04.2010.
39. ↑  Національний банк презентував нові обігові монети. bank.gov.ua. Архів оригіналу за 30 серпня 2018. Процитовано 14 березня 2018.
40. ↑  Нова монета номіналом 10 гривень з'явиться в обігу в червні. Офіційне Інтернет-представництво Національного банку України. 29 квітня 2020. Архів оригіналу за 10 травня 2020. Процитовано 29 квітня 2020.
41. ↑  Обігові монети України зразка 2018 року. bank.gov.ua. Архів оригіналу за 15 березня 2018. Процитовано 14 березня 2018.
42. ↑  Пам'ятні монети України // Офіційний сайт НБУ. Архів оригіналу за 13 травня 2013. Процитовано 9 червня 2013.
43. ↑  Пам'ятка для роботи з інвестиційними монетами України // Сайт Національного банку України. Архів оригіналу за 18 вересня 2016. Процитовано 14 квітня 2013.
44. ↑  Гривні сьогодні 17 років: найцікавіші факти про неї. Архів оригіналу за 22 лютого 2014. Процитовано 9 лютого 2014.
45. ↑  Національний банк України. Лист N 11-111/5661-22932 «Про вилучення з обігу банкнот зразків до 2003 року». 10.12.2009. Архів оригіналу за 14.12.2021. Процитовано 19.03.2010.
46. ↑  Правління Національного банку України. Постанова N 738 «Про вилучення з готівкового обігу банкнот випуску 1996 та 2001 років номінальною вартістю 50, 100 та 200 гривень». 14.12.2009. Архів оригіналу за 14.12.2021. Процитовано 19.03.2010.
47. ↑  Постанова Правління НБУ від 06.08.2020 № 115 «Про поступове вилучення з готівкового обігу банкнот номіналами 1 і 2 гривні зразків 2003—2007 років та обігових монет номіналом 1 гривня, виготовлених до 2018 року»
48. ↑  Банкноти 5, 10, 20 та 100 гривень попереднього покоління поступово замінюватимуться в обігу на оновлені. Національний банк України. 11 жовтня 2022.
49. ↑  Поступова заміна банкнот 50 та 200 гривень старого зразка завершить процес осучаснення банкнотно-монетного ряду гривні. Національний банк України. 17 жовтня 2024.
50. ↑  Постанова НБУ № 55 від 04.03.2011 «Про випуск банкнот у 2011 і 2012 роках з підписом Голови Національного банку України С. Г. Арбузова». Архів оригіналу за 14.12.2021. Процитовано 29.10.2011.
51. ↑  Постанова Правління НБУ № 92 від 15 березня 2013 року «Про випуск банкнот у 2013 році з підписом Голови Національного банку України Соркіна І. В.». Архів оригіналу за 9 січня 2014. Процитовано 2 червня 2013.
52. ↑  В травні 2006 року були введені в обіг банкноти третього покоління другого типу, які вже мали не сіро-зелений, а жовто-блакитний основний колір і виготовлялися на спеціальному нетонованому папері, на відміну від першого типу. Вони мали ті ж самі елементи захисту що і попередні випуски.
53. ↑  В серпні 2006 року в обіг була введена банкнота номіналом 10 гривень зразка 2004 року (2006 року випуску) зі зміненими кольорами дизайну та 2006 роком випуску.
54. ↑  Національний банк України презентував оновлену банкноту номіналом 100 гривень // Сайт НБУ, 29.12.2014. Архів оригіналу за 29.12.2014. Процитовано 29.12.2014.
55. ↑  Національний банк України з 11 квітня 2016 року вводить в обіг банкноти номіналом 500 гривень зразка 2015 року [Архівовано 26 грудня 2015 у Wayback Machine.] // Офіційний сайт НБУ, 25.12.2015
56. ↑  Валютно-курсова політика Національного банку України biem.sumdu.edu.ua Процитовано 25 листопада 2023
57. ↑  Що сталося з гривнею за 20 років bbc.com Процитовано 11 травня 2024
58. ↑  Стабільна гривня: головне — не злякати // Дзеркало тижня, № 7 (586), 25 лютого — 3 березня 2006
59. ↑  Експерт: Такої штучно слабкої національної валюти, як гривня, немає ніде [Архівовано 26 грудня 2010 у Wayback Machine.] // Finance.ua, 26.07.2007
60. ↑  Нацбанк думає «відпустити» гривню. Але не скоро[недоступне посилання з липня 2019] // proUA, 03.07.2007.
61. ↑  НБУ повысил официальный курс гривни до 8,52 [Архівовано 23 жовтня 2014 у Wayback Machine.] // Delo.ua, 07.02.2014 18:32.
62. ↑  НБУ отпустил гривню в «свободное плавание»: фиксированного курса национальной валюты больше нет [Архівовано 9 лютого 2014 у Wayback Machine.] // Delo.ua, 07.02.2014 11:35.
63. ↑  НБУ в січні витратив на інтервенції на підтримку гривні $1,7 млрд [Архівовано 9 лютого 2014 у Wayback Machine.] // Інтерфакс-Україна, 07.02.2014 17:09.
64. ↑  Експерти: Стверджувати, що гривня досягла найнижчої межі падіння зарано [Архівовано 3 липня 2015 у Wayback Machine.] (Соцпортал, 21.11.2014)
65. ↑  НБУ відпустив курс і ужорсточив грошово-кредитну політику [Архівовано 14 грудня 2021 у Wayback Machine.] (BBC Україна, 5 лютого 2015)
66. ↑  Офіційний курс валют на 26.02.2015[недоступне посилання] bank.gov.ua
67. ↑  Примхлива гривня: що впливає на курс національної валюти [Архівовано 12 травня 2018 у Wayback Machine.] etcetera.media, 12.01.2018
68. ↑  Частка ЄС у зовнішній торгівлі України досягла майже 43 % — Президент [Архівовано 12 травня 2018 у Wayback Machine.] Укрінформ, 20.11.2017
69. ↑  Офіційний курс валют на 26.01.2018[недоступне посилання] bank.gov.ua
70. ↑  Долар оновив мінімум з грудня 2014 року в парі з євро [Архівовано 15 січня 2018 у Wayback Machine.] interfax.com.ua, 15.01.2018
71. ↑  Курс валют на 1 серпня: гривня знову зміцнилася [Архівовано 4 серпня 2019 у Wayback Machine.] korrespondent.net, 31 липня 2019
72. ↑  Офіційний курс гривні щодо іноземних валют на 26.12.2019 [Архівовано 14.12.2021, у Wayback Machine.] bank.gov.ua
73. ↑  Гривня зміцнилася найбільше з усіх валют у світі [Архівовано 11 січня 2020 у Wayback Machine.] korrespondent.net, 20 грудня 2019
74. ↑  Повернення інвесторів. Чому зміцнюється курс гривні [Архівовано 4 серпня 2019 у Wayback Machine.] Deutsche Welle, 01.08.2019
75. ↑  Рекордно низький курс. Чому зміцнилася гривня [Архівовано 4 серпня 2019 у Wayback Machine.] korrespondent.net, 1 серпня 2019
76. ↑  Офіційний курс валют на 30.03.2020 [Архівовано 03.04.2020, у Wayback Machine.] bank.gov.ua
77. ↑  Офіційний курс валют на 31.03.2020 [Архівовано 08.05.2020, у Wayback Machine.] bank.gov.ua
78. ↑  Гривня падає. Яким буде долар у 2021 році [Архівовано 26 січня 2021 у Wayback Machine.] korrespondent.net, 5 січня 2021
79. ↑  Графік курсу гривні відносно долара США протягом 2021 року fxtop.com
80. ↑  Про роботу банківської системи та валютного ринку з 24 лютого 2022 року в умовах воєнного стану по всій території України [Архівовано 6 квітня 2022 у Wayback Machine.] bank.gov.ua, 24 лютого 2022
81. ↑  НБУ вперше з початку війни розрахував курс євро — скільки коштує валюта [Архівовано 13 квітня 2022 у Wayback Machine.] segodnya.ua, 23 березня 2022
82. ↑  Як працює валютний міжбанк під час війни [Архівовано 29 березня 2022 у Wayback Machine.] minfin.com.ua, 29 березня 2022
83. ↑  Бліцінтерв'ю Голови Національного банку Кирила Шевченка про стан економіки та фінансового сектору України та протидію російській агресії [Архівовано 8 квітня 2022 у Wayback Machine.] bank.gov.ua, 10 беререзня 2022
84. ↑  Операції з іноземною валютою під час воєнного стану в Україні bank.gov.ua, процитовано 19 червня 2022
85. ↑  Нацбанк відпустив курс. Наслідки для українців korrespondent.net, 21 липня 2022
86. ↑  Більше не фіксований. НБУ перейшов до гнучкого курсу. Що буде з гривнею? Економічна правда, 2 жовтня 2023
87. ↑  Курс гривні відносно долара США та євро протягом 3 жовтня 2022-3 квітня 2024 fxtop.com
88. ↑  Валютні інтервенції НБУ Національний банк України
89. ↑  Що буде з міжнародними резервами України у 2024 році: оновлений прогноз rbc.ua, 26 січня 2024
90. ↑  Долар б'є рекорди другий день поспіль: НБУ змінив офіційний курс валют на 18 грудня. // Автор: Катерина Жирій. 17.12.2024, 17:40
91. ↑  Курс долара в Україні досяг історичного максимуму. // Автор: Олександр Петров. 30.12.2024
92. ↑  Національний банк України. Офіційний курс гривні щодо іноземних валют (середній за період) [Архівовано 4 листопада 2020 у Wayback Machine.] процитовано: 24.07.2024
93. ↑  Дані щодо румунського лея взяті з сайту fxtop.com через відсутність відповідних даних з НБУ.
94. ↑  НБУ заборонив валютні операції з використанням російських та білоруських рублів. Nv.ua. 25 лютого 2022.
95. ↑  Як і де обмінюють гривні за кордоном epravda.com.ua Процитовано 27 листопада 2023
96. ↑  Кількість гривень в обігу України за I квартал зросла на 16 мільярдів epravda.com.ua Процитовано 10 жовтня 2024
97. 1 2  Готівковий обіг в Україні на 1 липня 2024 року bank.gov.ua Процитовано 10 жовтня 2024
98. ↑  Купівельна спроможність гривні з 1996 року знизилася в 14 разів — НБУ interfax.com.ua Процитовано 23 квітня 2024
99. 1 2  РОЗ'ЯСНЕННЯ: Інфляційне таргетування сприяє збереженню купівельної спроможності гривні в Україні bank.gov.ua Процитовано 23 квітня 2024
100. ↑  Що сталося з гривнею за 20 років bbc.com Процитовано 10 жовтня 2024
101. ↑  Проєкт Постанови Верховної Ради України про відзначення пам'ятних дат і ювілеїв у 2018 році (реєстр. № 7274 від 10.11.2017, поданий Народними депутатами України Єленським В. Є., Княжицьким М. Л., Лесюком Я. В.). Архів оригіналу за 04.02.2018. Процитовано 03.02.2018.
102. ↑  "Гривня Всемогутня": в Києві встановили пам'ятник нацвалюті - новини Еспресо TV | Україна. espreso.tv. Архів оригіналу за 19 травня 2019. Процитовано 28 жовтня 2020.